# 格拉本湖畔佩尔旺
格拉本湖畔佩尔旺是奥地利上奥地利州因河畔布劳瑙县的一个市镇。总面积7平方公里，总人口893人，人口密度127.6人/平方公里（2012年）。